# De Amicis (metropolitana di Milano)
De Amicis è una stazione della linea M4 della metropolitana di Milano.

## Storia
Il 1º febbraio 2015 sono state consegnate le aree per un successivo inizio dei lavori al consorzio di imprese che ha realizzato l'opera.
Il 27 agosto 2015 sono iniziati i lavori di costruzione veri e propri, con la modifica della viabilità di superficie. La stazione è stata inaugurata il 12 ottobre 2024, in concomitanza con l'apertura dell'intera linea M4.

## Struttura
La stazione De Amicis è accessibile da due ingressi: uno su piazza Resistenza Partigiana, davanti alla farmacia, e l'altro su via De Amicis, all'altezza del civico 32.

## Interscambi
La stazione, collocata nel cuore della Cerchia dei Navigli, rappresenta uno snodo importante per il trasporto pubblico milanese, incrociando le linee tranviarie 2 e 14 e il bus 94.

## Servizi
La stazione dispone di:
- Accessibilità per portatori di handicap
- Ascensori
- Scale mobili
- Emettitrice automatica biglietti
- Stazione videosorvegliata
- Servizi igienici